# Coryphantha echinus
Coryphantha echinus (Engelm.) Orcutt – gatunek rośliny z rodziny kaktusowatych (Cactaceae Juss.). Występuje naturalnie w Stanach Zjednoczonych (w Teksasie) oraz Meksyku (w stanach Chihuahua i Coahuila). 

## Morfologia
PokrójPółkrzewiasty kaktus dorastający do 3–15 cm wysokości. Łodyga początkowo ma kulisty kształt, lecz z czasem staje się prawie cylindryczna, dorasta do 3–7,5 cm średnicy, z brzegami pokrytymi guzkami. Areole mają 15–25 kolców promieniowych o długości 16–24 mm oraz 3–7 kolców centralnych o długości 11–25 mm.
KwiatySą pojedyncze, rozwijają się prawie na wierzchołku łodygi. Okwiat ma lejkowaty kształt, mierzy 25–65 mm długości oraz 25–65 mm średnicy, listki okwiatu mają żółtą barwę.
OwoceMają jajowaty kształt. Osiągają 12–28 mm długości i 10–19 mm średnicy.

## Biologia i ekologia
Rośnie na wapiennych pustynnych wzgórzach, na równinach, w dolinach, na niskich trawiastych wzgórzach oraz terenach skalistych. Występuje na wysokości do 1500 m n.p.m. Kwitnie od kwietnia do lipca.